# Jean-Claude Pétuya
Pas d'image ? Cliquez ici

a Compétitions nationales et continentales officielles uniquement.

Jean-Claude Pétuya est un joueur français de rugby à XV évoluant au poste de deuxième ligne avec le FC Oloron et le Sporting Club mazamétain. Il a entrainé le FC Oloron et la Section paloise.

## Biographie

### Carrière en club
Jean-Claude Pétuya commence le rugby à XV au FC Oloron,. Il évolue aux côtés de Jean-Baptiste Doumecq, et est sélectionné en équipe de France juniors.
Jean-Claude Pétuya fait ses débuts en équipe première au FC Oloron, évoluant aux côtés de Serge Raballo, Bernard Uthurry ou Joseph Lées.
Finalement, en raison d'une maladie, il met le rugby à l'écart à partir de 1960 en rejoignant l'Olympique ossalois, et ne reprend véritablement le fil de sa carrière qu'en 1961, au club de la commune d'Asasp.
En 1962, il rejoint le Sporting Club mazamétain. En 1964, d'après René Hégo, Pétuya est aux portes de l'équipe de France.
Jean-Claude Pétuya revient au FC Oloron en 1973. Il dispute son dernier match en 1976.
Pétuya se consacre à l'équipe réserve pour la saison 1976-1977, mais des tensions apparaissent lorsque certains dirigeants tentent de le persuader de reprendre le poste d'entraîneur sans en informer l'entraîneur en place, Minvielle. Cette situation conduit à des malentendus et à un incident lors d'une réunion de bureau en juin 1977, où Pétuya critique la gestion interne du club, ce qui conduit finalement à son exclusion du FCO.[réf. nécessaire]

### Carrière d'entraîneur
Jean-Claude Pétuya commence sa carrière d'entraîneur au FC Oloron en 1973.[réf. nécessaire]
À cette époque, le FCO vient d'être relégué en deuxième division, et beaucoup de joueurs et de dirigeants quittent le club. Pétuya accepte le défi de reconstruire l'équipe malgré ces difficultés et s'implique dans la construction des tribunes du stade de Saint-Pée,. Sous sa direction, le FCO progresse rapidement, remontant dès la première saison en groupe B (1973-1974) et atteignant le groupe A la saison suivante (1974-1975).
Sous la présidence de Jérôme Soumet, Pétuya mène le FCO à des succès notables, y compris une qualification en huitième de finale du championnat de France, lors de la saison 1975-1976. Cependant, en raison de ses obligations professionnelles à Gourdan-Polignan, il décide de prendre du recul à la fin de la saison 1975-1976.[réf. nécessaire]
Après son départ du FC Oloron, Pétuya passe une saison au club de la commune d'Aramits avant de rejoindre le grand rival de la Section paloise, où il entraîne l'équipe de 1978 à 1980 en raison de son amitié avec Francis Paul, alors responsable technique de la Section.

### Après carrière
Jean-Claude Pétuya est militaire de carrière.